# Букурешлев, Андре
Андре́ Букурешле́в или Букурешльев (болг. Андрей Букурещлиев, фр. André Boucourechliev, 28 июля 1925, София — 13 ноября 1997, Париж) — французский композитор, выходец из Болгарии.

## Биография
Вырос в семье меломанов, первые уроки фортепиано брал у тёти, преподавательницы музыки, получившей образование в Дрездене. Окончил французскую спецшколу, также учил немецкий и русский, кроме которых владел английским и итальянским. С 1946 учился в Академии музыки в Софии (композиция, фортепиано). В 1948 получил стипендию для продолжения учёбы во Франции. С блеском закончил École Normale de Musique в Париже (1951). В 1954 женился на француженке, в 1956 получил французское гражданство. Посещал мастер-класс Вальтера Гизекинга в Саарбрюкене (1955). Выступал как пианист (до 1956). Дружил с Роменом Гари, Б. Де Шлёцером, Идой Карской. Увлекся электронной музыкой, занимался в Студии звукозаписи Итальянского радио в Милане и в Groupe de recherches musicales в Париже. По приглашению Пьера Булеза работал в Domaine Musical. В 1960-х посетил США, сблизился с Кейджем, Каннингемом, Раушенбергом. Преподавал.

## Избранные произведения
- 1957: Musique à trois для флейты и кларнета (Оp.1)
- 1958: Texte I для магнитофонной ленты (Op.2)
- 1959 Соната для фортепиано (Ор.3)
- 1963: Grodek для сопрано, флейты и трёх перкуссионистов, на стихи Тракля (Ор.5)
- 1967: Archipel 1 для 2-х фортепиано и 2-х перкуссионистов (Op.7)
- 1970: Ombres (Hommage à Beethoven) для 12-ти струнных (Ор.12)
- 1974: Thrène для магнитофонной ленты, на стихи Малларме (Op.16)
- 1975 : Концерт для фортепиано и оркестра (Ор.17)
- 1975: Six Etudes d’après Piranèse (Ор.18)
- 1978: Le nom d’Œdipe, опера, либретто Элен Сиксу (Ор.19)
- 1980: Ulysse для флейты и перкуссии, посв. Пьер-Иву Арто (Op.22)
- 1984: Nocturnes для кларнета и фортепиано (Op.25)
- 1984: Lit de Neige для сопрано и 19-ти инструментов, на стихи Пауля Целана в пер. Андре дю Буше (Op.26)
- 1987: Le Miroir, Sept répliques pour un opéra possible для меццо-сопрано и оркестра (Op.27)
- 1987 : La chevelure de Bérénice для 20-ти инструментов (Op.28)
- 1995: Trois fragments de Michel-Ange для сопрано, флейты и фортепиано (Op.31)

## Работы о музыке
- À l'écoute/ Jean Ducharme, ed. Paris: Fayard, 2006

Автор книг о Шумане, Бетховене, Шопене, Стравинском, Дебюсси (не завершена), переведенных на несколько языков.

## Педагогическая деятельность
Преподавал в Парижской консерватории, в университете Экс-ан-Прованс (1978—1985), вёл семинар в École Normale Supérieure в Париже (1985—1987).

## Признание
Музыкальная премия г. Париж (1976). Национальная музыкальная премия (1984). Кавалер Ордена Почётного легиона. Командор Ордена искусств и литературы.